# 施米德豪森
施米德豪森是德国图林根州的一个市镇。总面积10.37平方公里，总人口411人，其中男性209人，女性202人（2011年12月31日），人口密度40人/平方公里。